# Državni zbor Afganistana
Državni zbor Afganistana je zakonodajno telo Afganistana. Je dvodomni parlament, sestavljen iz:
- Wolesi Jirga (Hiša ljudi)
- Mešrano Jirga (Hiša starejših)